# Amina Rizk
Amina Rizk (in arabo أمينة رزق‎?; Tanta, 15 aprile 1910 – Il Cairo, 24 agosto 2003) è stata un'attrice egiziana. Considerata La signora delle scene drammatiche del cinema arabo (Saiedat al-Drama al-Arabeyia)

## Biografia
Amina Rizk è nata a Tanta da una famiglia modesta, trasferitasi al Cairo con sua zia Amina Mohamed (1905-1985), attrice, ballerina e produttrice cinematografica nei primi anni '20. 
È stata attiva dal 1928 al 1996, partecipando a oltre 200 ruoli tra cinema, televisione e teatro. Ha iniziato lavorando in teatro nella compagnia Ramses del celebre Youssef Wahbi (1898 – 1982) e poi al cinema con Ahmed Zaki, Faten Hamama, Omar Sharif, Rushdy Abaza, Soad Hosny, Farid al-Atrash e Abd el-Halim Hafez. Ha recitato ad alcuni dei più importante film del panorama cinematografico del Medio Oriente tra cui Doa'a al-Karawan, Bidaya w Nihaya, Orid Hallan e El-Kitkat.
Amina Rizk viene chiamata anche Mama Amina per aver recitato spesso il ruolo della madre amorevole.

## Filmografia parziale

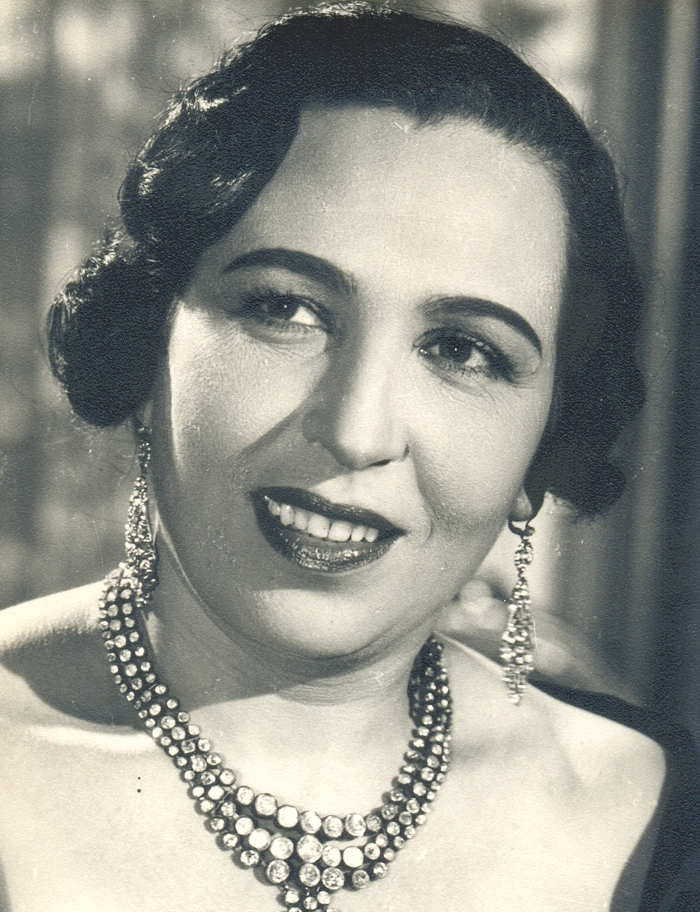
Najat negli anni '60

- 1928 Souad al-Ghagharia
- 1932 Awlad el-Zawat
- 1938 Saet el-Tanfiz
- 1940 El-Doctor
- 1942 Awlad al-Fouqara
- 1943 Cleopatra
- 1946 Dahaya el-Madania
- 1959 Duʻāʼ al-Karawān
- 1960 Bidaya wa Nihaya
- 1962 El-Shoumou el-Sawdaa
- 1968 Kandil Om Hashem
- 1974 Bamba Kashar
- 1975 Orid Hallan
- 1991 El-Kitkat
- 1993 Ard el Ahlam
- 1996 Nasser 56